# Sofía Eastman
Sofía Francisca del Carmen Eastman Cox -conocida también como Sofía Eastman de Huneeus- (Valparaíso, 27 de enero de 1873-Ibidem, 26 de agosto de 1944) fue una escritora feminista y socialité chilena.

## Biografía
Nació como Sofía Francisca del Carmen Eastman Cox, fue hija de Tomás Eastman Quiroga y Sofía Cox Bustillos.
En 1915, fue una de las fundadoras, junto a otras mujeres, del Círculo de Lectura de Señoras, una de las primeras agrupaciones femeninas en Chile de la que también fue su presidenta y que se dedicó «a propiciar y cultivar las letras y las artes desde el punto de vista de la recepción y la producción, y a mejorar la calidad de la educación recibida por las mujeres».
Ocupó el cargo de la presidencia en la Cruz Roja de Mujeres de Chile entre 1918 y 1921, institución en la que además, fue una de las principales benefactoras y gestoras.
Escribió principalmente en diarios y revistas a principios del siglo XX, mientras que algunos de sus poemas aparecieron en varias antologías, entre ellas Amalia Errázuriz de Subercaseaux. 
Para algunos autores, su trabajo se puede enmarcar dentro del denominado feminismo aristocrático, entre las que también se encuentran otras escritoras como Inés Echeverría Bello, María Mercedes Vial, Teresa Wilms Montt, Mariana Cox Méndez y Luisa Lynch.

## Obra
- Memoria de la Cruz Roja de Mujeres de Chile (1922).

Antologías
- Amalia Errázuriz de Subercaseaux (1946).